# 森藩
森藩（もりはん）は、江戸時代に豊後国日田郡・玖珠郡・速見郡内を領した藩。藩庁として森（現在の大分県玖珠郡玖珠町）に森陣屋が置かれた。

## 略史
瀬戸内海で村上水軍の一軍として活躍した来島水軍の後裔である来島長親（のち康親）は伊予国来島（愛媛県今治市）に1万4千石を領していた。慶長5年（1600年）の関ヶ原の戦いでは西軍に属したが、長親の妻の伯父にあたる福島正則の取りなしで本多正信を通じ家名存続の沙汰を得た。慶長6年（1601年）、豊後森に旧領と同じ1万4千石を得て森藩を立藩した。
2代通春は、元和2年（1616年）に名字を来島から久留島に改めた。3代通清は寛文3年（1663年）、参勤交代のおりに飛び地である別府湾頭成港（大分県速見郡日出町豊岡）から瀬戸内海を航行中、周防国屋代島沖で暴風雨に遭い藩主の弟・通方の御座船が座礁転覆、通方はじめ乗っていた家臣10名全員が溺死するという惨事に見舞われた。こののち通清は弟の通貞に1千石、通迥に500石をそれぞれ分与している。

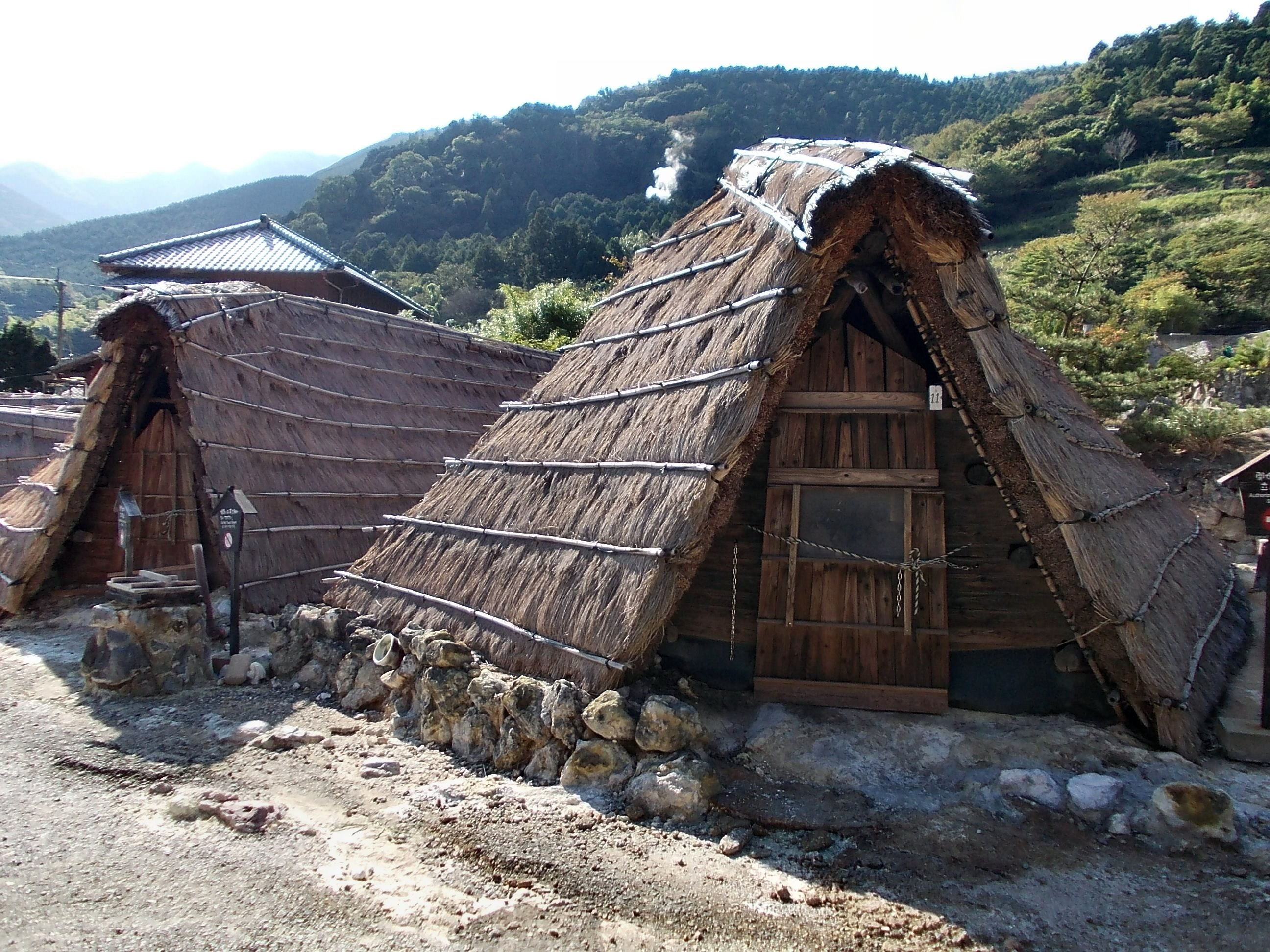
湯の花小屋（明礬温泉）

寛文4年（1664年）、渡辺五郎右衛門が飛び地の速見郡鶴見村（別府市）の照湯で湯の花から明礬（ミョウバン）の製造に初めて成功した。享保10年（1725年）に脇儀助（脇屋儀助）が同じ鶴見村の明礬温泉にて本格的な生産をおこない、産出量は全国の30%強を占め（隣接する幕府領野田村でも生産を行い、これを合わせると70%）藩の重要な財源となった。この伝統的な明礬製造技術は、2006年（平成18年）に別府明礬温泉の湯の花製造技術として国の重要無形民俗文化財に指定されている。
幕末、藩論は勤王倒幕で統一され、放棄された日田の西国筋郡代代官所警備を任された。
明治4年（1871年）、廃藩置県により森県となったのち、大分県に編入された。明治2年（1869年）久留島家は華族に列し、明治17年（1884年）に子爵となった。
久留島家の末裔に童話作家の久留島武彦がいる。玖珠町では久留島武彦の業績を記念し昭和25年（1950年）より「日本童話祭」を開催している。

## 歴代藩主
久留島家
外様 14000石→12500石
1. 康親
2. 通春
3. 通清
4. 通政
5. 光通
6. 通祐
7. 通同
8. 通嘉
9. 通容
10. 通明
11. 通胤
12. 通靖

## 現存建物
8代藩主通嘉の代に建てられた2層の茶室「栖鳳楼」が現存する。県指定有形文化財。老朽化のため、2003年 - 2005年に保存修理が実施された 。

## 幕末の領地
- 豊後国
  - 速見郡のうち - 3村
  - 玖珠郡のうち - 7村
  - 日田郡のうち - 37村